# Luigi Federzoni
Luigi Federzoni   (Bolonya, 27 de setembre de 1878 - Roma, 24 de gener de 1967) va ser un nacionalista italià i polític feixista.

## Biografia
Va néixer a Bolonya el 27 de setembre de 1878. El seu pare va ser el literat Giovanni Federzoni. Estudià periodisme i literatura a la Universitat de Bolònia amb Giosuè Carducci, graduant-se en lletres el 1900, així com en jurisprudència. Durant diversos anys treballà al diari Giornale d'Italia de Roma, signant sota el pseudònim de Giulio De' Frenzi.
Seguidor ardent del moviment nacionalista, que posteriorment s'identificaria amb el feixisme. El 1910, juntament amb Enrico Corradini fundà l'Associació Nacionalista Italiana; i amb Alfredo Rocco i Corradini fundà el setmanal L'idea Nazionale. A les eleccions de 1913 va ser elegit diputat per Roma. A l'hemicicle mai no perdé una oportunitat de combatre socialiestes, republicans i demòcrates.
Es mostrà favorable al fet que Itàlia participés en la I Guerra Mundial juntament amb França i el Regne Unit contra l'Imperi Austrohongarès i Alemanya. Tan aviat Itàlia participà en la guerra, s'uní a l'exèrcit com a tinent d'artilleria, sent condecorat amb la Medalla de Plata al Valor Militar.
Federzoni donà suport a Benito Mussolini quan aquest publicà el seu manifest feixista el 26 d'octubre de 1922, anunciant la Marxa sobre Roma; i contribuí a la fusió el 1923 del Moviment Nacionalista amb el Partit Nacional Feixista. Al govern que Mussolini formà 5 dies després de la Marxa sobre Roma, Federzoni va ser nomenat Ministre de les Colònies. Després de l'assassinat de Giacomo Mateotti al juny de 1924, Mussolini el nomenà Ministre de l'Interior entre 1924 i 1926. El 13 de setembre de 1926 nomenà Cap de la Policia a Arturo Bocchini. En oposició a l'ala radical del feixisme, liderada per Roberto Farinacci, dimití com a Ministre de l'Interior. Entre 1923 i 1926 presidí la Societat Geogràfica Italiana.
Senador des de 1928, va exercir com a President del Senat entre 1929 i 1939; i entre 1938 i 1943, va presidir la Reial Acadèmia Italiana (fundada per Mussolini); i entre el 17 de març de 1938 i el 6 d'octubre de 1943 l'Institut de l'Enciclopèdia Italiana. Va ser nomenat soci nacional de l'Accademia Nazionale dei Lincei (6 de maig de 1935 – 4 de gener de 1946), president de l'Institut Feixista de l'Àfrica Italiana (1937-1940) i president de la societat anònima "Nuova antologia".
A la històrica reunió del Gran Consell del Feixisme del 25 de juliol de 1943 estava entre els que van votar a favor de l'Ordre del Dia de Dino Grandi, que comportà la caiguda de Mussolini; motiu pel qual va ser condemnat a mort en contumàcia pels tribunals feixistes al Procés de Verona de 1944.
El 1945 el Tribunal Superior de Justícia va condemnar-lo a cadena perpètua, però va ser amnistiat el 1947. Va morir a Roma el 1967.

## Honors
Orde Suprem de la Santíssima Anunciació– 4 de juny de 1932
 Gran Creu de l'orde de Sant Maurici i Sant Llàtzer – 4 de juny de 1932
  Gran Creu de Cavaller de l'orde de la Corona d'Itàlia – 30 de desembre de 1923
 Medalla de Plata al Valor Militar
 Creu al Mèrit de Guerra (Itàlia)
 Medalla commemorativa de la guerra 1915-1918 (4 anys de campanya)
 Medalla commemorativa de la Unitat d'Itàlia 1848-1918
 Medalla commemorativa italiana de la Victòria de 1918